# Obelisco de Buenos Aires
Obelisco de Buenos Aires är ett monument och landmärke i form av en 67,5 meter hög obelisk i centrum av Buenos Aires. Monumentet restes 1936 i samband med stadens 400-årsjubileum.